# Campylopus albidovirens
Campylopus albidovirens är en bladmossart som beskrevs av Theodor Carl Karl Julius Herzog 1916. Campylopus albidovirens ingår i släktet nervmossor, och familjen Dicranaceae. Inga underarter finns listade i Catalogue of Life.